# Кукурудзяне борошно

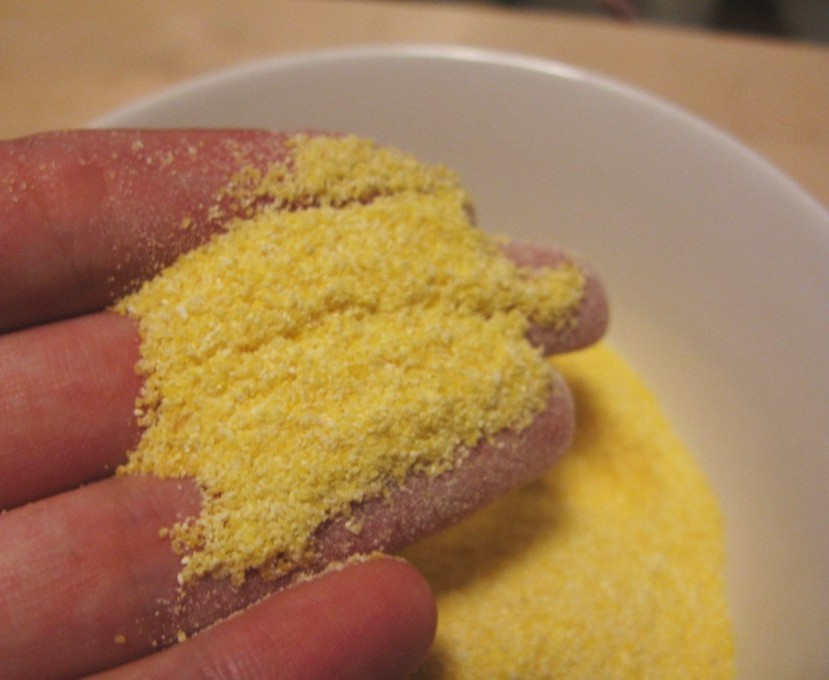
Кукурудзяне борошно досить крупнодисперсне

Кукурудзяне борошно є продуктом помолу висушених зерен кукурудзи. Цей продукт широко використовується в багатьох національних кухнях. Таке борошно використовується і як основний інгредієнт для випікання хліба, коржів, кондитерських виробів, варіння каш, і як додатковий інгредієнт до страв (наприклад, для загущування виноградного соку під час приготування чурчхели).

## Історія

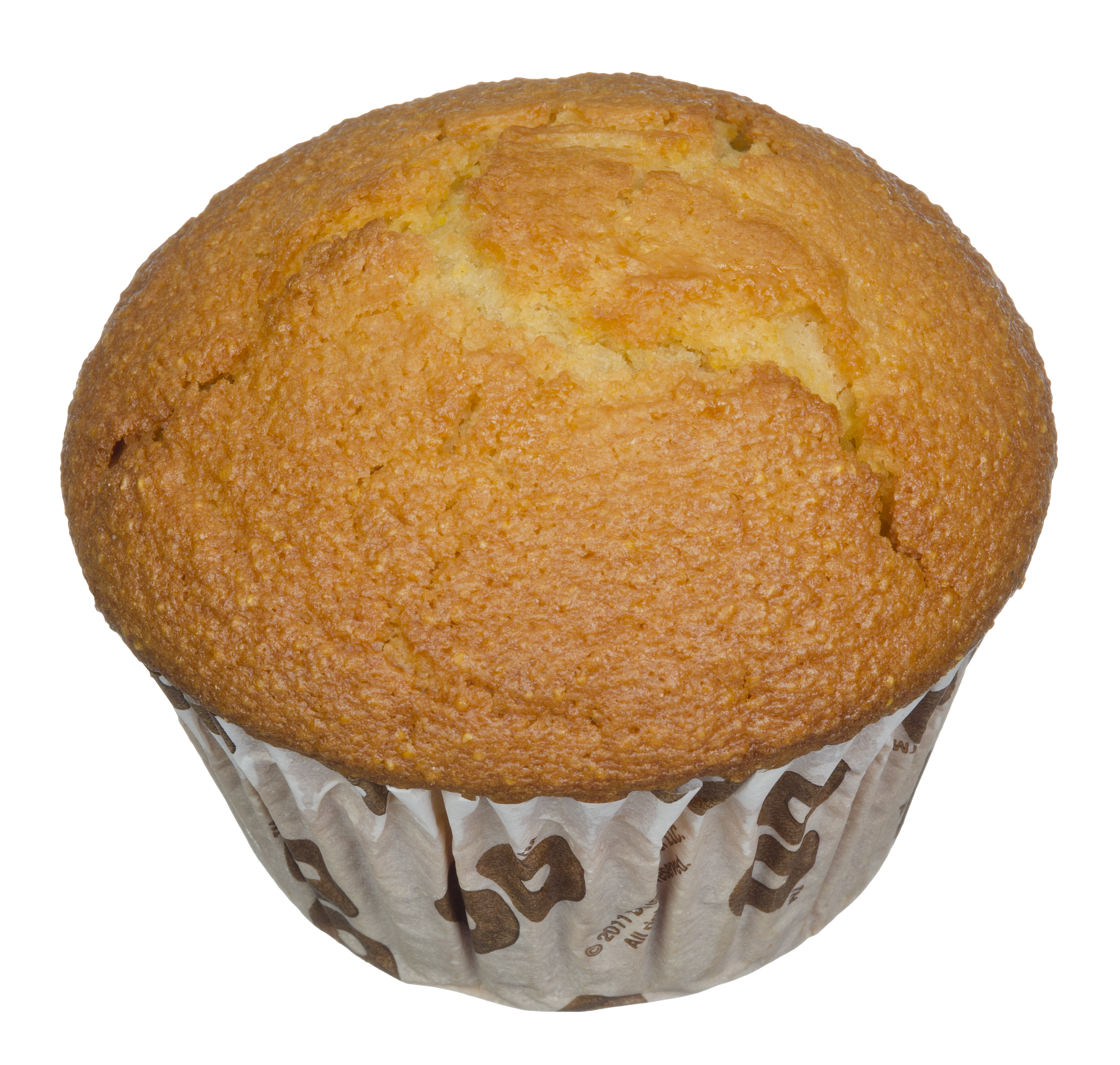
Кукурудзяний мафін

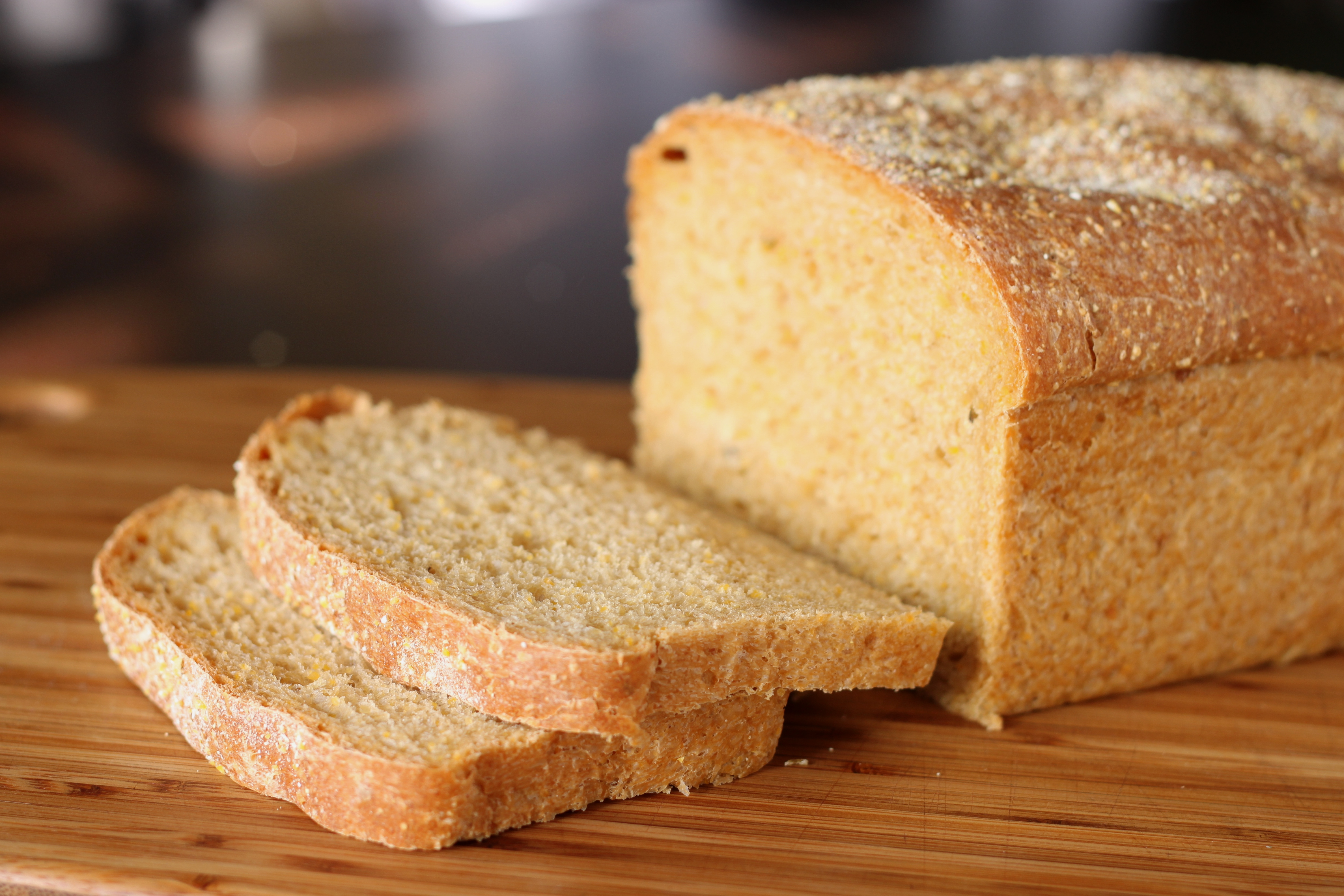
Кукурудзяний хліб

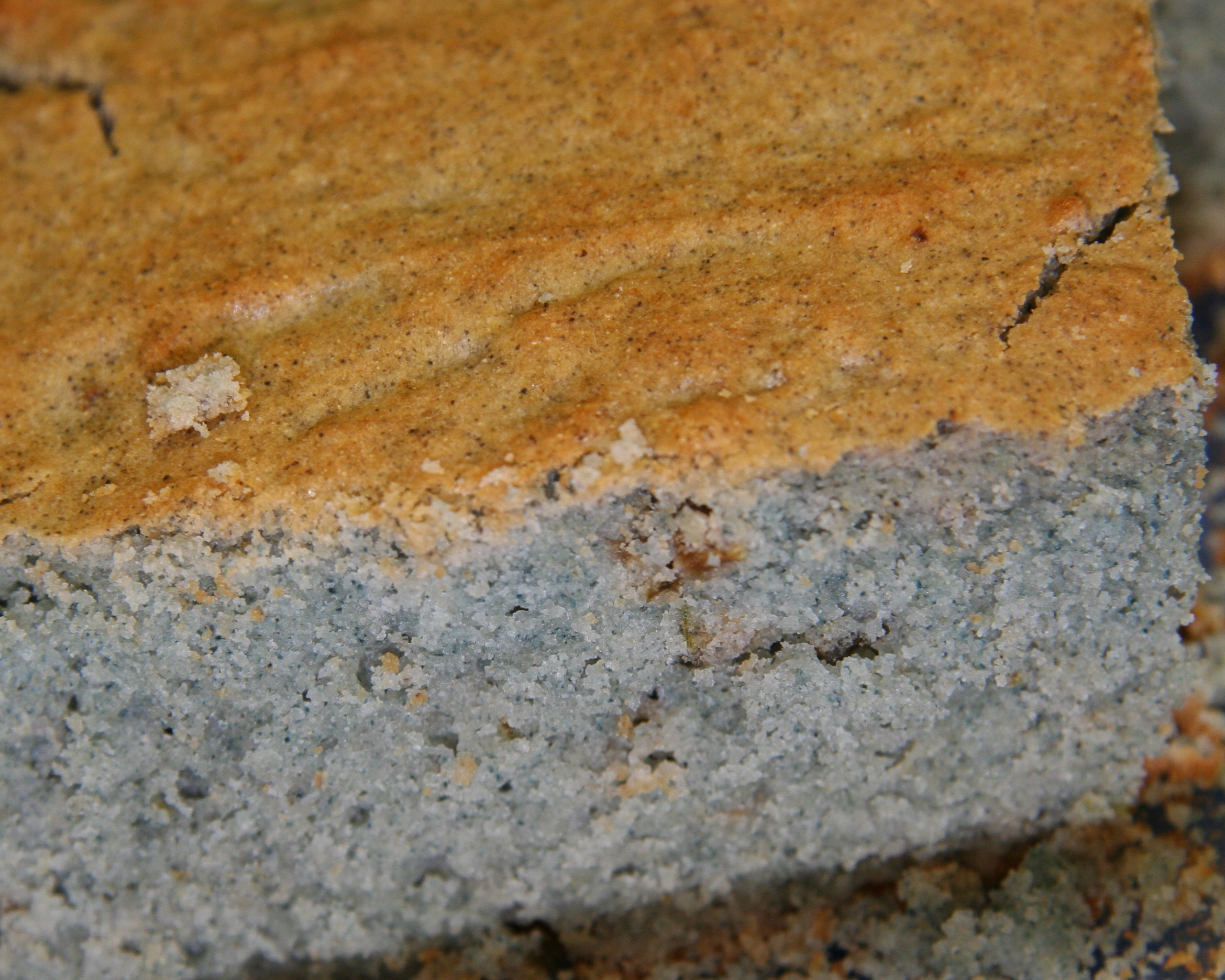
Хліб із синьої кукурудзи

Кукурудза є традиційною сільськогосподарською культурою корінних народів Америки. У Латинській Америці кукурудзу споживають у більшій кількості, ніж деінде на планеті. Ця культура є основою національних кухонь Мексики, Колумбії, Перу, Еквадору, Венесуели та Парагваю.
Після відкриття європейцями Америки, багато місцевих сільгоспкультур потрапили в Європу і стали культивуватися, в тому числі і кукурудза. З Європи кукурудза потрапила в Африку та Азію.

## Страви з кукурудзяного борошна

### Америка
- Арепа — кукурудзяні коржі, поширені у венесуельській та колумбійської кухнях
- Тортилья — Мексика

### Африка
- Угалі

### Європа
- Бануш — гуцульська традиційна страва, крута каша з кукурудзяного борошна, зварена на вершках або сметані.
- Гомі — західногрузинський варіант кукурудзяної каші, який замінює хліб.
- Качамак — сербський та болгарський варіант кукурудзяної каші, що отримав турецьку назву з часів панування Османської імперії над балканськими народами
- Малай — Румунія
- Мамалиґа — Молдова
- Мчаді — грузинський кукурудзяний коржик
- Полента — кукурудзяна каша південної Європи, переважно Італії